# Anna’s Quest
Anna’s Quest — приключенческая компьютерная игра, разработанная Krams Design и выпущенная Daedalic Entertainment 2 июля 2015 года. Игра проходит в вымышленном сказочном Королевстве.

## Игровой процесс
Anna’s Quest — приключенческая игра-головоломка с видом от третьего лица. Игрок выполняет головоломки — линейные сценарии с заданными целями — для продвижения по истории. Во время каждой главы игроки могут свободно перемещаться по локации. В игре встречаются локации с замками, домами, темницами и сказочным лесом. Карта открывается по мере продвижения по сюжету и может быть полностью изучена. Не отгадав все загадки в одной локации, невозможно продвинуться дальше по сюжету игры.